# Gavin Glinton
Gavin Glinton (Gran Turca, 1 de marzo de 1979) es un exfutbolista turcocaiqueño. Jugaba de delantero y ha jugado en dos oportunidades para Los Ángeles Galaxy.

## Trayectoria
Es el jugador más importante que tiene las Islas Turcas y Caicos. Inició su carrera futbolística en los Estados Unidos y ha paseado su juego por varios clubes de dicho país. En el 2010, abandonó la liga norteamericana para irse a Vietnam, a jugar por el Nam Dinh. Ese ha sido su último club, ya que actualmente está como jugador libre.

## Selección nacional
Ha sido internacional con la Selección de fútbol de las Islas Turcas y Caicos, ha jugado 10 partidos y es máximo goleador histórico de su selección con 04 goles.

## Estadísticas

### Selección nacional
| #  | Fecha      | Ciudad         | Oponente     | Score | Resultado | Competencia                             | Modo    |
| -- | ---------- | -------------- | ------------ | ----- | --------- | --------------------------------------- | ------- |
| 1. | 04-09-2006 | La Habana      | Islas Caimán | 2–0   | Victoria  | Copa del Caribe de 2007                 | ¿?      |
| 2. | 06-09-2006 | La Habana      | Bahamas      | 3–2   | Derrota   | Copa del Caribe de 2007                 | ¿?      |
| 3. | 06-09-2006 | La Habana      | Bahamas      | 3–2   | Derrota   | Copa del Caribe de 2007                 | ¿?      |
| 4. | 06-02-2008 | Providenciales | Santa Lucía  | 2–1   | Victoria  | Eliminatorias al Mundial Sudáfrica 2010 | Derecha |

## Clubes
| Club                 | País           | Año         |
| -------------------- | -------------- | ----------- |
| Bradley Braves       | Estados Unidos | 1998 - 2001 |
| Chicago Fire Premier | Estados Unidos | 2001        |
| Los Angeles Galaxy   | Estados Unidos | 2002 - 2003 |
| FC Dallas            | Estados Unidos | 2003        |
| Charleston Battery   | Estados Unidos | 2006        |
| Los Angeles Galaxy   | Estados Unidos | 2006 - 2007 |
| San Jose Earthquakes | Estados Unidos | 2008        |
| Carolina RailHawks   | Estados Unidos | 2009        |
| Nam Định FC          | Vietnam        | 2010 - 2011 |